# Bulls Press
Bulls Press, registrerat som Bull's Presstjänst Aktiebolag, är ett medieföretag som levererar redaktionellt material (bland annat väder, tecknade serier och korsord) till dagspress och andra medier. Det är ett svenskt familjeföretag som grundades 1929 och idag är verksamt i ett tiotal länder.

## Historik
Företaget grundades 1929 av Cornelius Bull, och man är än idag ett oberoende svenskt familjeföretag. Man har idag lokala kontor i de flesta europeiska länder norr om Alperna. Förutom i Sverige finns man i Danmark, Estland, Finland, Lettland, Litauen, Norge, Polen, Tyskland och Österrike. Dessutom servar man Storbritannien från kontoret i Sverige.
Därutöver har man Bulls Bild (bildbyrå), Bulls Graphics (produktionsbyrå/prepress/tryck) samt förmedlar licenser och förlagsrättigheter (bland annat för Smurfarna, Mumintrollen och Modesty Blaise) via Bulls Licencing.

### Bulls Graphics
Bulls hade länge egen tryckeriverksamhet i Halmstad, under namnet Bulls Tryckeri AB. Man startade 1955 och hade bland annat tryckning av telefonkataloger på agendan. Idag (2012) har man inte längre kvar några egna pressar, men man verkar under det nya namnet Bulls Graphics som producent av pressmaterial och hanterar tryckproduktioner via externa tryckerier. Delar av Bulls Graphics sitter i Halmstad medan resten finns på huvudkontoret i Nacka.

## Distribuerat material
Bulls distribuerar olika typer av redaktionellt material till främst dagspress och annan tryckt press. Det kan röra sig om väderinformation (från SMHI), tecknade serier (från King Features, Disney eller oberoende svenska serieskapare) och artikelmaterial (bland annat från Le Figaro). Dessutom distribuerar man korsord, sudoku, frågesporter och liknande tävlingsmaterial till dagstidningar och för distribution på Internet. Man agerar här syndikat (se syndikering) och säljer ofta material till ett antal tidningar samtidigt.
Bulls Press distribuerar serier som Hälge, Hagbard Handfaste, Baby Blues, Ensamma Mamman, Mumintrollen och Fantomen. Dessutom producerar man översättning och textning av serietidningsversionen av Smurfarna åt Egmont Kärnan.

## Alvglans
Dotterbolaget Alvglans är ett rent serieförlag. Man har under årens lopp bland annat gett ut Alverfolket, Tom Puss och Mumintrollen som seriealbum. Idag är man kanske mest känd för Seriekatalogen samt för seriebokhandeln; denna startades i slutet av 1980-talet och drivs nu vidare i privat regi.